# Keema

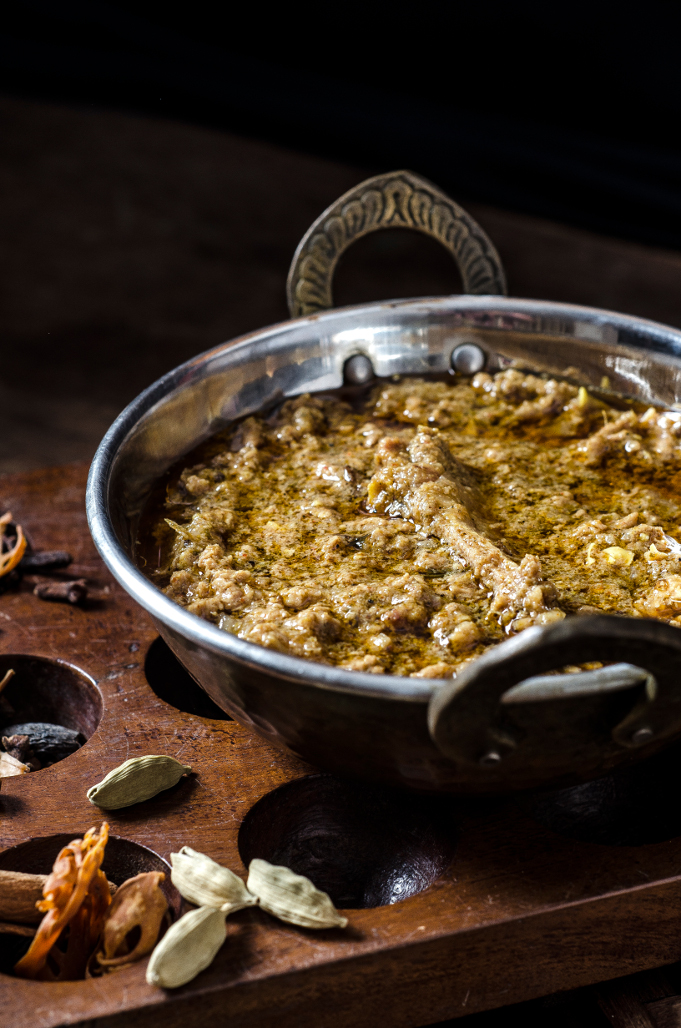
Keema d'Hyderabad.

Le keema, kheema, ou qeema (sindhi : قيمو, ; hindi : क़ीमा ; ourdou : قیمہ ; pendjabi : ਕ਼ੀਮਾ) est un plat de viande traditionnel de l'Asie du Sud.
À l'origine, le terme signifie « viande hachée ».
Le keema est souvent un curry de viande de mouton hachée avec des pois ou des pommes de terre.
Ce plat peut être fait avec n'importe quelle viande ; il peut être cuit en ragoût ou en friture. Il peut être servi en kebab ; on l'utilise aussi parfois comme farce dans les samosa ou le pain naan.